# Homossexualidade e luteranismo
Pontos de vista luteranos quanto à homossexualidade são variáveis porque os luteranos não têm uma organização central. No entanto, é certo dizer que a Igreja Luterana como um todo é uma das vertentes do cristianismo que se enquadra entre as alas mais progressistas.

## A Igreja Evangélica de Confissão Luterana no Brasil (IECLB)
Em 2011 a presidência da Igreja Evangélica de Confissão Luterana no Brasil (IECLB) emitiu carta pastoral sobre o casamento homossexual no civil, assinada pelo pastor presidente Nestor Paulo Friedrich, na qual está afirmada a aceitação da decisão do Supremo Tribunal Federal (STF) que passou a reconhecer a união afetiva contínua, pública, e duradoura entre pessoas do mesmo sexo como "entidade familiar", entendida como sinônimo de família. A igreja não realiza uniões entre pessoas do mesmo sexo em seus templos.

## A Igreja Evangélica Luterana do Brasil (IELB)
Talvez o assunto mais controverso entre os membros luteranos seja com respeito à homossexualidade, visto que os mesmos não têm uma organização central. Apesar da Federação Luterana Mundial adotar um princípio de não haver punições para pastores que tenham parceiros do mesmo sexo, a IELB bem como todas as igrejas do Concílio Luterano Internacional (ILC) são fortemente contra a aceitação de qualquer relação sexual entre pessoas do mesmo sexo, não aceitando a união homoafetiva como casamento válido perante Deus, por ferir os princípios da Bíblia. No entanto, a IELB condena qualquer tipo de discriminação perante a homossexuais, conforme nota publicada pelo então presidente Egon Kopereck, que diz que deve-se colocar ao lado destas pessoas para elas buscarem o caminho certo.

## Na Alemanha, nos países nórdicos e outros de tradição protestante na Europa
Na Europa, as Igrejas Luteranas e muitas outras igrejas evangélicas, não consideram relacionamentos homossexuais monogâmicos como pecaminosos ou imorais. Estas incluem todos os alemães luteranos, sendo que a Igreja luterana de Berlim, Brandemburgo e Oberlausitz, no leste da Alemanha, que a partir de 1 de Julho de 2016, autorizou a realização de casamentos de pessoas do mesmo sexo na Igreja igrejas unidas e reformadas na Igreja Evangélica na Alemanha, todas as igrejas reformadas suíças na Igreja Reformada Suíça, a Igreja Protestante da Holanda, a Igreja Nacional Dinamarquesa, a Igreja da Suécia, a Igreja da Islândia, a Igreja Evangélica Espanhola e a Igreja da Noruega.

## Finlândia
A Igreja Luterana da Finlândia não realiza uniões entre pessoas do mesmo sexo. Após uma reunião de dois dias em Helsinque, no dia 10 de fevereiro de 2010, os bispos divulgaram uma declaração dizendo que as bênçãos formais de parcerias entre pessoas do mesmo sexo não serão permitidas nas igrejas estatais luteranas do país. Enquanto alguns clérigos da igreja disseram que gostariam de casar com casais do mesmo sexo, a posição oficial da Igreja Luterana na Finlândia é que seus pastores não deveriam oficiar casamentos gays.
O Sínodo dos Bispos da Igreja publicou uma proclamação de 11 páginas no final de agosto de 2015, segundo a qual as partes de um casamento na igreja deveriam ser um homem e uma mulher.
Depois desta declaração, alguns bispos do sínodo advertiram que os sacerdotes que se opunham ao decreto enfrentariam conseqüências.
Os pastores podem oferecer apoio pastoral, mas podem não oferecer cerimônias de casamento, disseram os bispos finlandeses.

## Nos Estados Unidos
A Igreja Evangélica Luterana na América (Evangelical Lutheran Church in America), o maior conjunto de igrejas luteranas dos Estados Unidos, com pouco menos de dois terços dos americanos luteranos, "Aceitou uma resolução em sua assembleia nual conclamando bispos a não punir pastores que se encontram em 'relações fiéis e compromissadas com pessoas do mesmo sexo'".
Em contraste, a Igreja Luterana - Sínodo de Missouri (Lutheran Church - Missouri Synod) é fortemente contra a prática da homossexualidade. O histórico trabalho missionário da LCMS está diretamente ligado à fundação da Igreja Evangélica Luterana do Brasil.

## Canadá
Em julho de 2011 a Assembléia Geral da Igreja Evangélica Luterana no Canadá (Evangelical Lutheran Church in Canada) aprovou um novo documento oficial sobre sexualidade, no qual ficou especificado que se permite clero que estiver em relacionamentos homoafetivos, e permitindo que sejam abençoadas as uniões entre pessoas do mesmo sexo.